# Juracy Palhano
João Juracy Palhano Freire (Areia, 19 de junho de 1935), conhecido apenas como Juracy Palhano, é um economista, empresário e político brasileiro. Foi deputado federal pela Paraíba durante 9 meses (entre maio de 1986 e janeiro de 1987), deputado estadual (1975 a 1983) e vereador no município de Remígio (1968 a 1973).

## Biografia
Filho de Cora Freire Palhano e Manoel Cardoso Palhano, Juracy nasceu no distrito de Lagoa do Remígio, embrião do futuro município de Remígio e na época subordinado a Areia; trabalhou como funcionário do Banco do Brasil entre 1958 e 1971 e como diretor de Colégio Estadual em Campina Grande em 1967.
Sua estreia em eleições iniciou-se em 1968, quando foi eleito vereador em sua cidade natal, pela ARENA. Exerceu o mandato até 1973, se afastando em 1972 para concorrer à prefeitura de Campina Grande, ficando em segundo lugar (perdeu para Evaldo Cruz por apenas 935 votos). Em 1974, concorreu a uma vaga na Assembleia Legislativa, elegendo-se com 10.515 votos. Foi reeleito em 1978, desta vez com 11.141 votos, e em 1976 se licenciou novamente para disputar a prefeitura de Campina Grande, desta vez ficando em quarto lugar com 9.895 votos do eleitorado municipal.
Juracy Palhano decidiu não tentar a reeleição no pleito de 1982 e disputou uma vaga na Câmara dos Deputados pelo PDS, e não conseguiu ser eleito, embora obtivesse 22.413 votos.
Em abril de 1986, assumiu uma cadeira na Câmara dos Deputados com o afastamento de Joacil Pereira, e com o falecimento de Ernâni Sátiro, foi efetivado no cargo em maio do mesmo ano. Na eleição estadual, passou longe de se reeleger, tendo recebido apenas 113 votos pelo PTR.
Sua última eleição foi a de 1990, candidatando-se ao governo da Paraíba pelo PDC. Juracy foi o último colocado na disputa, com 6.494 votos. Desde então, passou a dedicar à atividade empresarial.